# فرودگاه شهری دالهارت
فرودگاه شهری دالهارت (به انگلیسی: Dalhart Municipal Airport) یک فرودگاه همگانی بهره‌برداری هوایی با کد یاتا DHT است که یک باند فرود آسفالت دارد و طول باند آن ۱۷۲۸ متر است. این فرودگاه در شهر دالهارت، تگزاس کشور ایالات متحده آمریکا قرار دارد و در ارتفاع ۱۲۱۶ متری از سطح دریا واقع شده‌است.